# 惠勒 (紐約州)
惠勒（英語：Wheeler）是一個位於美國紐約州斯托本縣的鎮。

## 人口
根據2020年美國人口普查的數據，惠勒的面積為119.47平方千米，當中陸地面積為119.31平方千米，而水域面積為0.16平方千米。當地共有人口1136人，而人口密度為每平方千米10人。